# 2022年冬季残疾人奥林匹克运动会西班牙代表团
2022年冬季残疾人奥林匹克运动会西班牙代表团是西班牙派出的2022年冬季残疾人奥林匹克运动会代表团。未获得奖牌。